# Großer Auersberg (gemeindefreies Gebiet)

Lage des ehemaligen gemeindefreien Gebiets im Landkreis Bad Kissingen

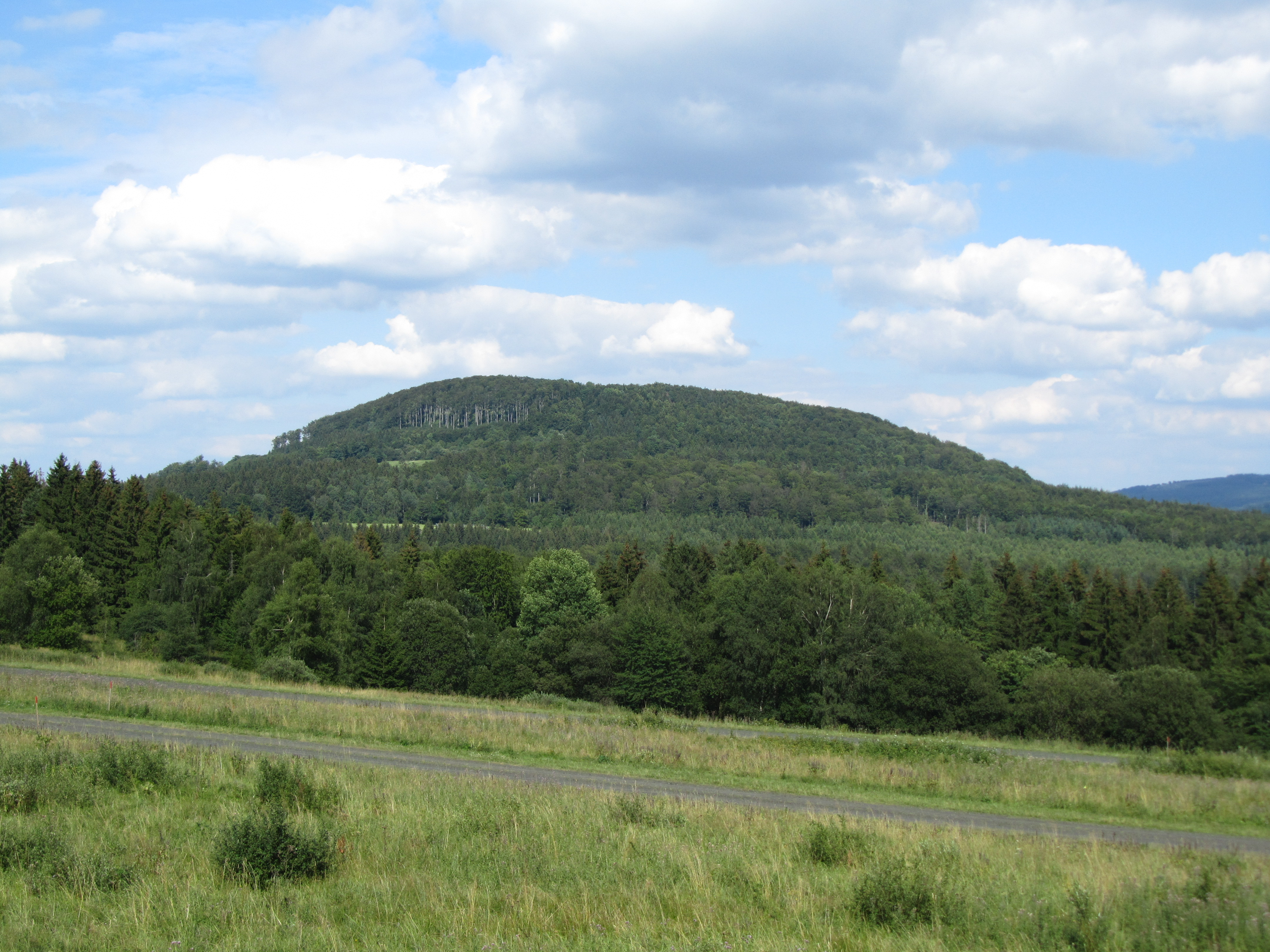
Grosser Auersberg

Großer Auersberg ist ein ehemaliges gemeindefreies Gebiet im unterfränkischen Landkreis Bad Kissingen in Bayern. Am 1. Januar 2024 wurde das gemeindefreie Gebiet aufgelöst und unter dem Markt Wildflecken und der Gemeinde Riedenberg aufgeteilt.
Der 4,67 km² große Staatsforst befindet sich zwischen Wildflecken, Riedenberg und Bad Brückenau. In dem Gebiet liegt der namensgebende 808,6 m ü. NN hohe Große Auersberg. Im Nordwesten grenzt der Truppenübungsplatz Wildflecken an.
Das Gebiet ist Bestandteil des Naturparks Bayerische Rhön und des Landschaftsschutzgebietes LSG Bayerische Rhön. Teile des Gebietes sind Bestandteil des Fauna-Flora-Habitat-Gebietes und EU-Vogelschutzgebietes-Gebiets Bayerische Hohe Rhön.